# Pithecia pithecia
El sakí cariblanco (Pithecia pithecia) es una especie de primate neotropical puebla las selvas de buena parte de  Guyana, Surinam, Guayana Francesa, pequeña parte de Venezuela y el norte de Brasil. Es considerado uno de los primates más raros del mundo por su aspecto físico inusual. 
La esperanza de vida de el mono sakí cariblanco (pithecia pithecia) es de 15  años en su hábitat natural pero en cautiverio pueden llegar a 36 años. 
Los monos sakí cariblanco (pithecia pithecia)  Miden de 30 a 50 cm. Ellos presentan un Dimorfismo sexual muy obvio los machos pesan 2kg mientras que las hembras no pasan de 1.7 kg.
Los monos sakí cariblancos tienen distintas apariencias. Los machos tienen la cara de color amarillo pálido mientras que las hembras tienen el pelaje grisáceo con algunas rayas amarillas pálidas.   
Viven en grupos de 2 a 6 individuos. Que solo da a luz a una cría después de una gestación de 146 días. 
Viven en alturas de 15 a 25 m aunque bajan al suelo a coger comida que son frutas, semillas, insectos , flores, y hojas.
Sus mayores Depredadores son las Aves rapaces diurnas.  
Los monos sakí cariblanco no son agresivos con otros Primates pero cuando se encuentran con otros grupos de sakís se vuelven hostiles.  